# Tapp (mekanik)
- Övre vänter: Mörsare infäst med kanontappar i lavett.
- Övre höger: Infäst kanontapp med märkning på en artilleripjäs.
- Undre vänter: Flygbomb försedd med tappar för hängning i bombgaffel (se den centrala genomskärningen).
- Undre höger: Tornmantel på en stridsvagn som höjdriktas genom tappar.

Tapp, inom mekanik och teknik (ingenjörskonst), avser en kort cylinder eller dylikt formad (t.ex. kägelformad) utstickande ten som används som monterings-, tilt- eller rotationspunkt i olika anordningar. I äldre tid förknippas de bland annat med kanoner (kanontapp), då de användes för infästning och höjdriktning i lavettage, men deras användningsområde är mycket stort historiskt.
Tappar sitter normalt anbringade i det objekt i fråga som monteras till ett annat eller ska skifta position (tiltas/roteras) i relation till dess plattform. Om rollerna är motsatta och tapparna är anbringade i plattformen kallas de inom viss mån istället vals, varav monteringsobjektet har motsvarande lager (valslager) anbringade som lagringspunkter (valslagring).

## Typexempel
- Axeltapp – vågrät axel
  - Pivå (motsats) – lodrät axel

- Fästtapp – monteringspunkt, fästanordning

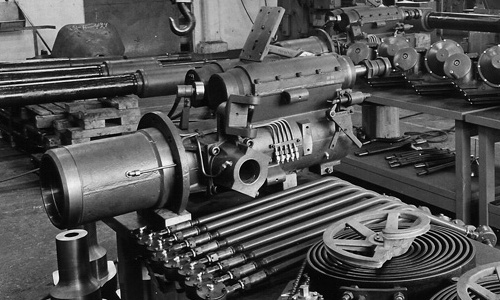
Bakstycket till en 75 mm stridsvagnskanon med kanonvals (valslager) för valslagring.

- Kanontapp – vågrät tapp på var sida om en kanon som agerar pjäsfäste i lavett eller annan pjäslagring och tillåter justering av elevationsvinkel
  - Kanonvals (motsats) – vågräta tappar på insidan av en lavett eller annan pjäslagring som agerar pjäsens lagringpunkter och tillåter justering av elevationsvinkel

- Höjdriktningstapp – vågrät tapp på var sida om ett objekt som agerar fäste i en plattform eller annan lagring och tillåter justering av höjdriktning
- Lagertapp – lagringspunkt i lager (till exempel glidlager)

### Webbkällor
- ”Tapp”. Svenska Akademiens ordbok. saob.se. 2003. https://www.saob.se/artikel/?unik=T_0311-0171.TWdb&pz=3. Läst 4 juni 2023.
- ”Identifiering”. kanoner.nu. http://www.kanoner.nu/index.php/identifiering/. Läst 4 juni 2023.

### Tryckta verk
- Beskrivning över Flygvapnets minbomber och centralrör – 1947 års upplaga